# Olustvere

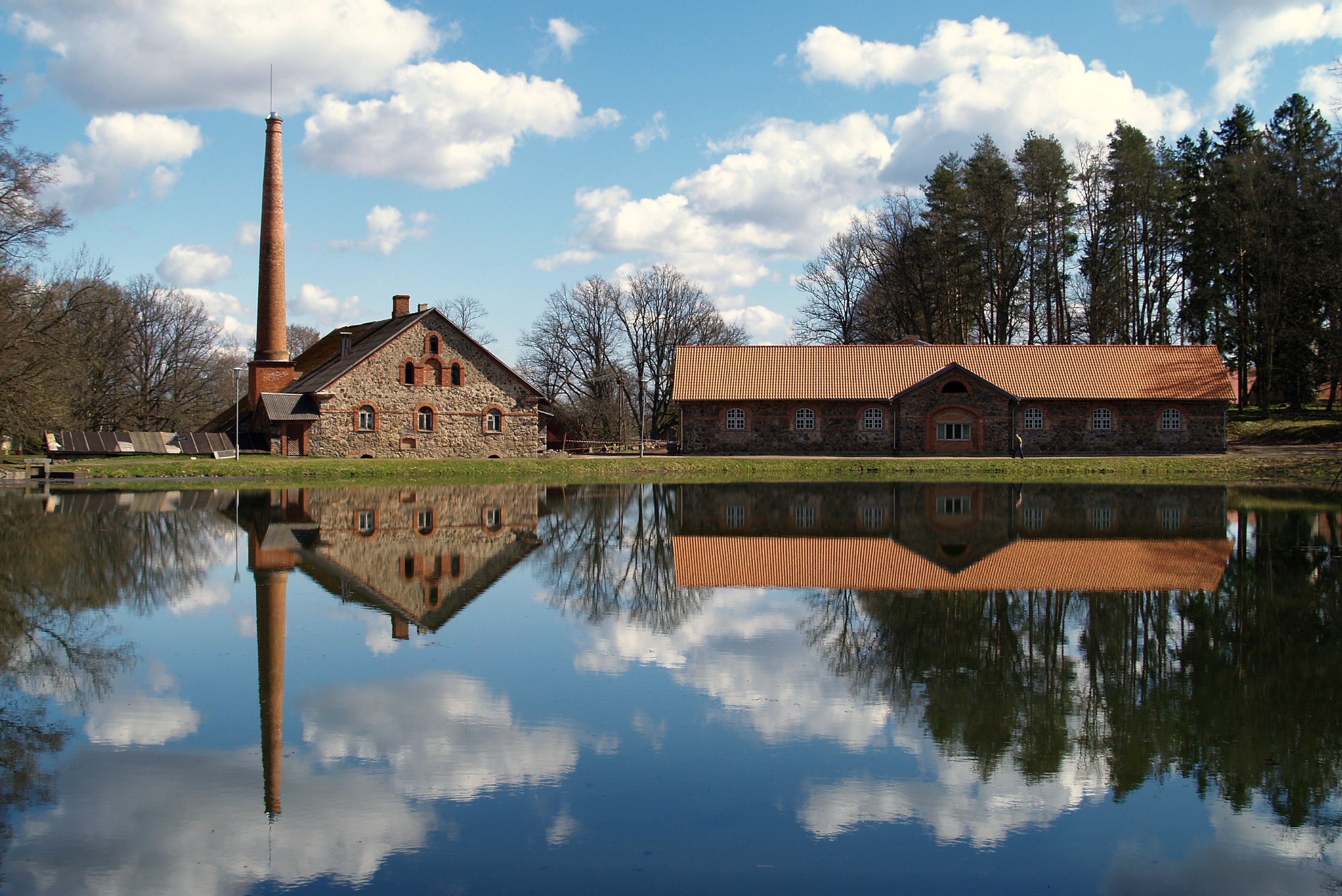
Destillerie und Stall von Olustvere (2008)

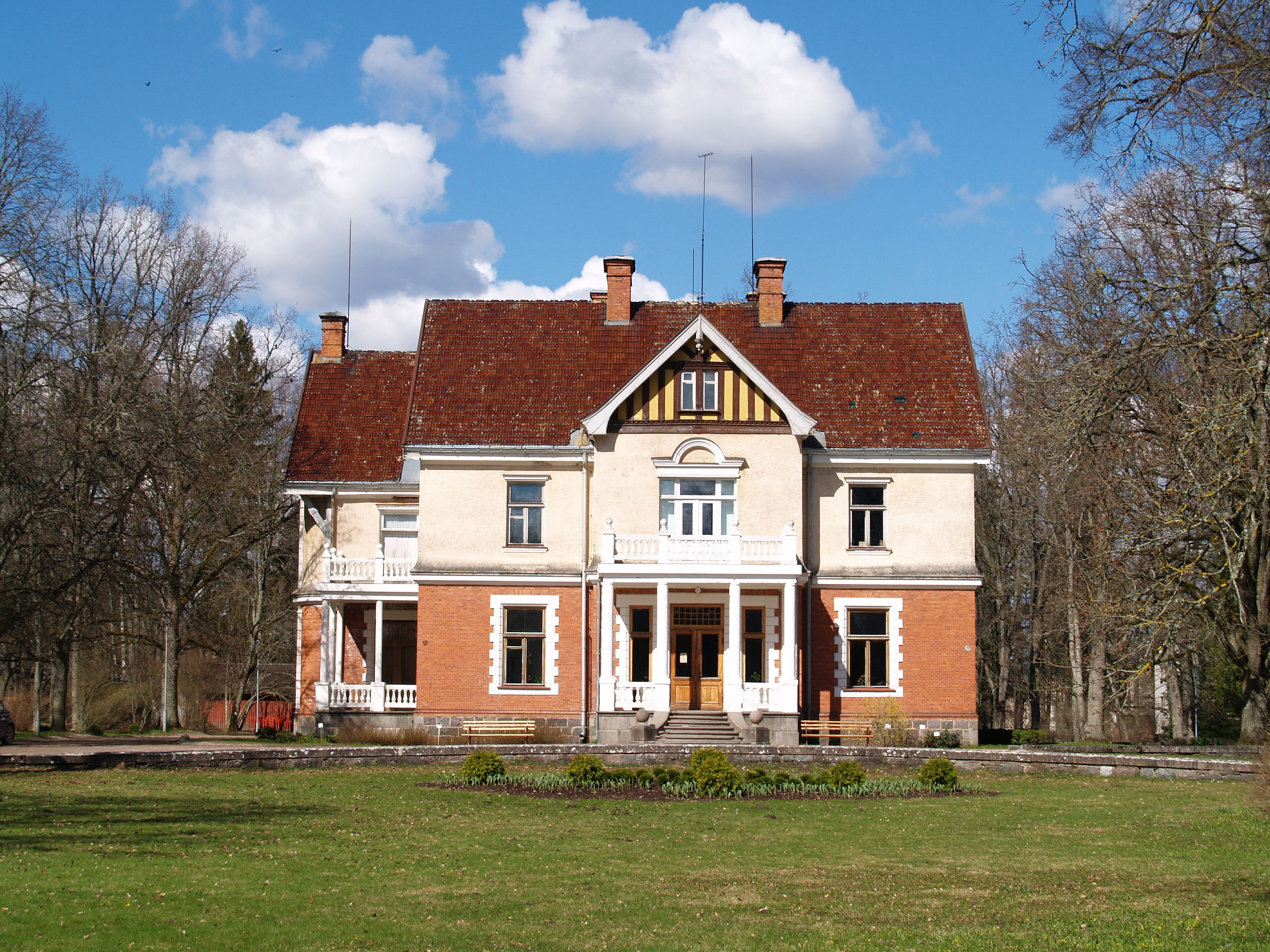
Gutshaus von Olustvere (2008)

Olustvere (deutsch: Ollustfer) ist ein Dorf in der estnischen Gemeinde Suure-Jaani im Kreis Viljandi. Das Dorf hat 527 Einwohner (Stand: 1. Januar 2006).

## Geschichte
Olustvere wurde erstmals in einem Brief vom 18. März 1424 urkundlich erwähnt.
Das Gut gehörte von 1742 bis 1919 den Grafen Fersen. Letzter Besitzer war der Nikolai Graf von Fersen (1858–1921), russischer Generalmajor im Gefolge von Zar Nikolaus II. Er war ein Sohn des Oberjägermeisters im Hofstaat von Zar Alexander II., Paul Graf von Fersen (1800–1884), und dessen zweiter Ehefrau Elise geb. von Rauch (1820–1908), Hofdame der Zarin Alexandra Fjodorowna. Nikolai Graf Fersen starb als Revolutionsflüchtling in Rom und wurde dort auf dem Protestantischen Friedhof bestattet.
Das gut erhaltene Gutshaus von Olustvere wurde vom Grafen Fersen in seiner heutigen Gestalt Ende des 19. Jahrhunderts im englischen Jugendstil errichtet. Ab 1920 war darin eine Landwirtschaftsschule untergebracht.
Bis 22. Oktober 2005 war Olustvere eine eigenständige Gemeinde, bevor es Teil der Gemeinde Suure-Jaani wurde.

## Kultur und Sehenswürdigkeiten
Das Gutshaus von Olustvere wird heute als Tourismus- und Konferenzzentrum sowie als kleines Heimatmuseum genutzt. Daneben gibt es über 30 Nebengebäude, die unter anderem eine Hauswirtschaftsschule beherbergen. Der Park des Gutshauses wurde wahrscheinlich im 19. Jahrhundert im französischen Stil angelegt. Alte Linden, Eichen und Eschen sowie eine 10 km lange Allee sind noch aus dieser Zeit erhalten.